# Eupithecia verecunda
Eupithecia verecunda är en fjärilsart som beskrevs av András Vojnits 1980. Eupithecia verecunda ingår i släktet Eupithecia och familjen mätare. Inga underarter finns listade i Catalogue of Life.